# Bröstbild

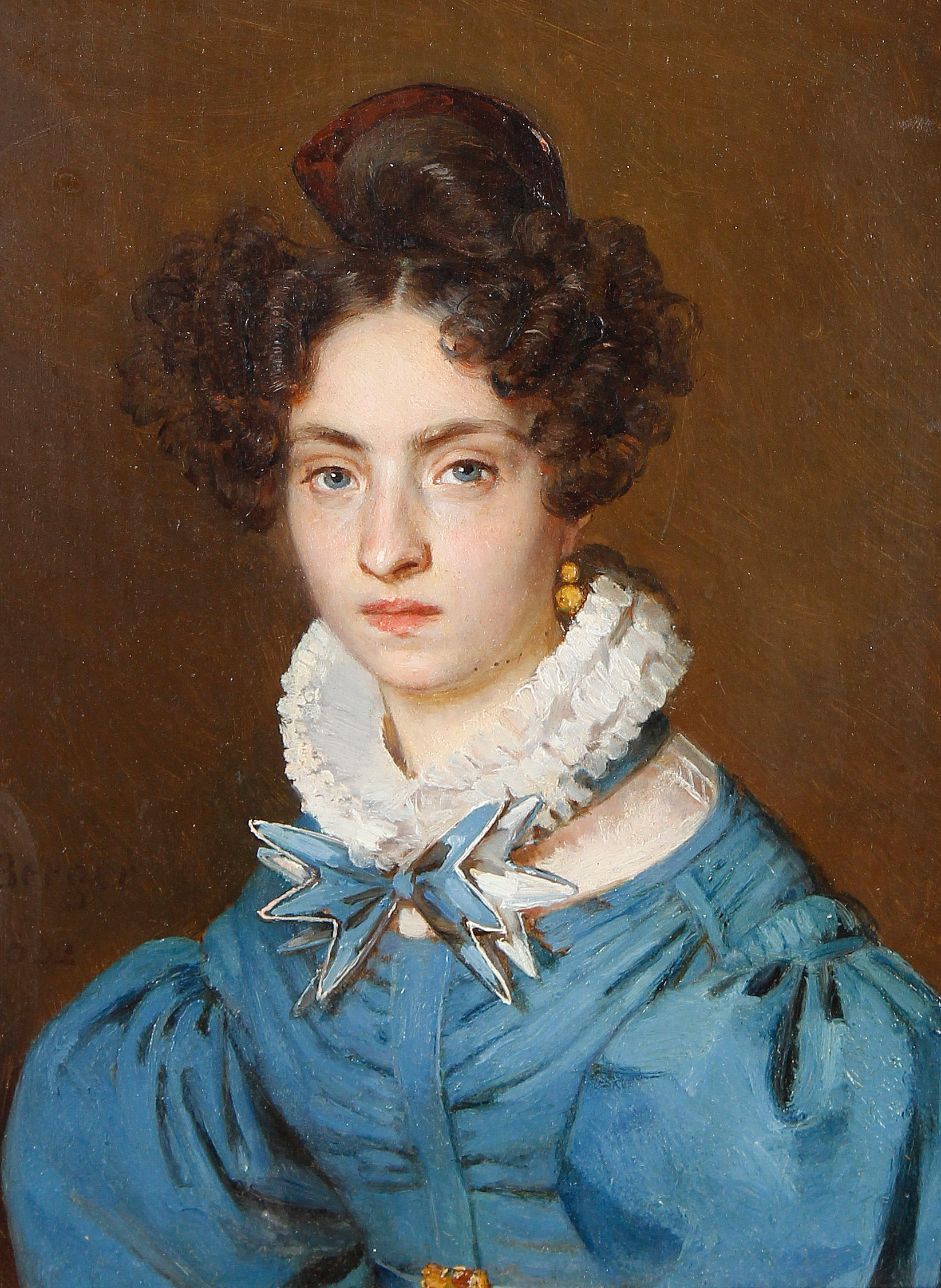
Många porträtt är bröstbilder, som här av Madame Berger, från 1832 av Joseph Berger

Bröstbild är en målning, medalj, fotografi eller liknande, som avbildar en persons huvud och bröst, och eventuellt armar. Som friskulptur kallas samma utsnitt för byst. I Sverige var begreppet främst populärt under andra halvan av 1800-talet, vilket sammanfaller med det stora intresset för förställande porträttmåleri, men blev snabbt mindre frekvent i språket när konsten förändrades i början av 1900-talet. Bröstbilden skiljdes från knästycken som avbildade personen från knäna och uppåt.